# Wojciech Szymanek
Wojciech Szymanek (Varsavia, 1º marzo 1982) è un ex calciatore polacco, di ruolo difensore.

## Carriera

### Club
Il 22 giugno 2011 si svincola dal Klub Sportowy Widzew Łódź,e a luglio dello stesso anno viene acquistato a parametro zero dal FC Chornomorets Odesa, con cui firma un'annuale.